# カレックス・エンジニアリング

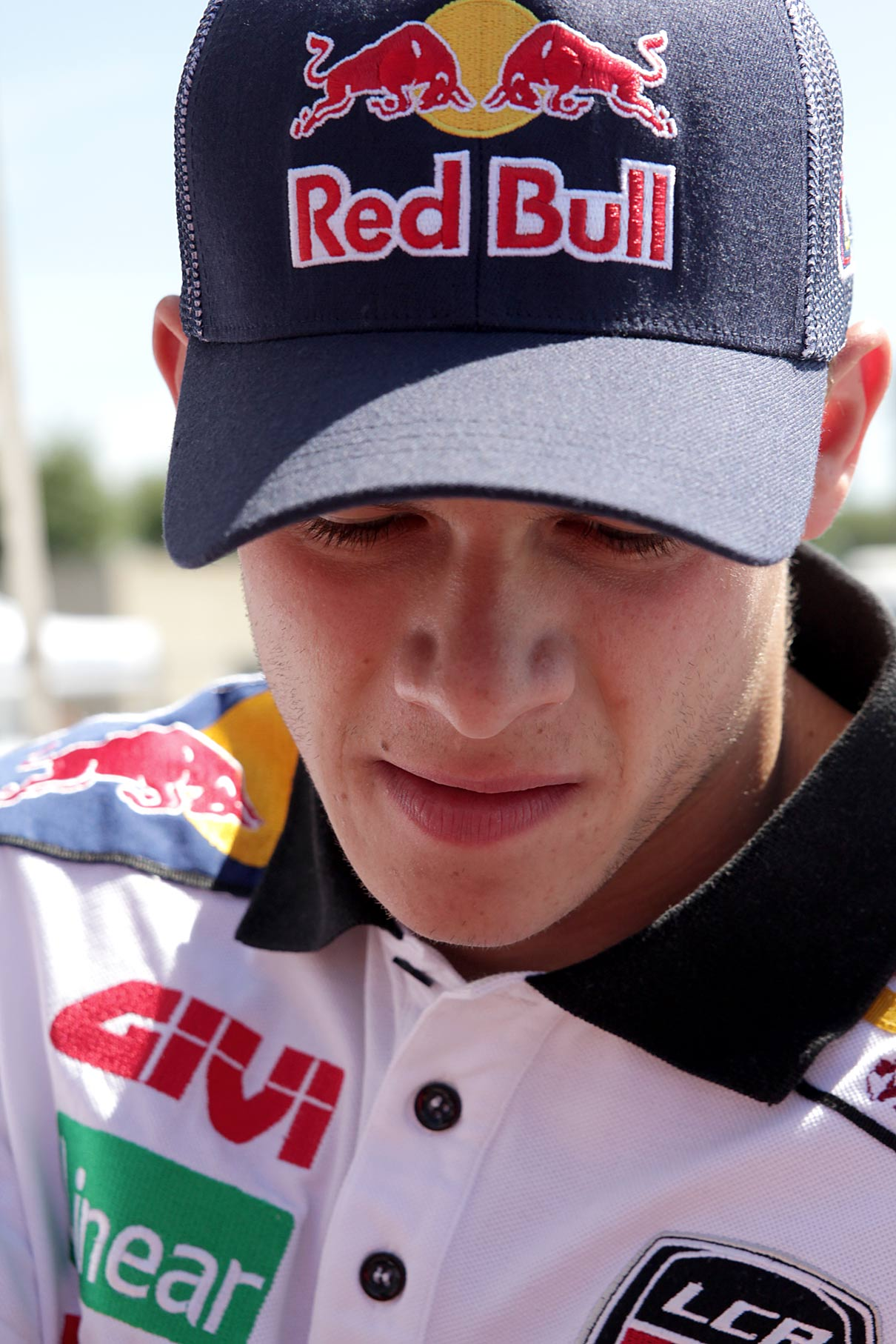
2011年のMoto2チャンピオンとなったステファン・ブラドル。カレックスの車両を使用した。

カレックス・エンジニアリング有限会社 (KALEX engineering GmbH) は、モータースポーツのための設計、開発、加工、ハイテク製品の製造に特化したドイツの企業。ボービンゲンに本社を置く。

## 概要
同社は2010年にマニファクチャラーとしてMoto2クラスに参入し、2012年からはMoto3クラスにも車両を供給している。カレックスはツインのアルミフレームとボックスのアルミスイングアームを採用。Moto2ではホンダ→トライアンフ、Moto3ではKTMのエンジンを使用し、サスペンションはオーリンズ、ブレーキはブレンボを使用している。
2023年には、ホンダのMotoGP車両（ホンダ・RC213V）に対してシャシーの供給を始めた。供給されるシャシーの設計者（ホンダorカレックス）については明らかにされていない。

## 世界選手権における成績
Moto2ライダーズタイトル：
- ステファン・ブラドル（2011年）
- ポル・エスパルガロ（2013年）
- エステベ・ラバト（2014年）
- ヨハン・ザルコ（2015年、2016年）
- フランコ・モルビデリ (2017年)
- フランチェスコ・バニャイア (2018年)
- アレックス・マルケス (2019年)
- エネア・バスティアニーニ (2020年)
- レミー・ガードナー (2021年)
- アウグスト・フェルナンデス (2022年)
- ペドロ・アコスタ (2023年)

Moto2マニファクチャラーズタイトル：
- 2013年、2014年、2015年、2016年、2017年、2018年、2019年、2020年、2021年、2022年、2023年

## 参照
1. ↑  Einzelteam und Kooperation mit Kalex Engineering, motorsport-magazin.com vom 3. Juni 2011, abgerufen am 19. November 2013.
2. ↑  kalex-engineering.de KALEX Moto2 TECHNIK (abgerufen am 28. Juni 2014)
3. ↑  “ホンダのカレックス製シャシー、サテライトは今回もお預けか？”.   motorsport.com (2023年6月9日). 2023年6月14日閲覧。